# 6 gloanțe
6 gloanțe (în engleză 6 Bullets, cunoscut și ca Sixp Bullets  sau The Butcher ) este un film american thriller din 2012 regizat de Ernie Barbarash după un scenariu scris de Chad și Evan Law . El a fost lansat direct pe video. Rolul principal este interpretat de Jean-Claude Van Damme, iar în film apare și fiul acestuia, Kristopher Van Varenberg.

## Rezumat
În secvențele de început ale filmului se specifică următoarele: „Sclavia modernă este o mare afacere. Am văzut odată un copil ce a fost vândut pentru șase gloanțe și eu nu am făcut nimic”. Samson Gaul (Jean-Claude Van Damme), un fost mercenar din Legiunea Străină, lucrează ca măcelar la București și Chișinău și ajută oamenii să-și găsească copiii dispăruți. În oraș activează mai multe grupări infracționale ce se ocupă cu traficul de persoane, răpind copiii și exploatându-i. Copiii sunt închiriați cu ora unor pedofili sau revânduți unor alți traficanți.
În cursul unei operațiuni de salvare a unui copil pe nume Victor, Samson a distrus vila unui traficant rus, iar două fetițe au murit în explozie. Inspectorul de poliție Kvitko (Steve Nicolson), care-i transmisese în mai multe ocazii informații cu privire la locurile unde erau ținuți captivi copiii, îl sfătuiește să renunțe la activitatea sa de detectiv de copii răpiți. Devastat de cele petrecute, Samson se întoarce la măcelăria sa și își îneacă supărarea în vodcă.
Șase luni mai târziu, un fost campion de lupte, Andrew Fayden (Joe Flanigan), sosește cu familia la Chișinău pentru a negocia reîntoarcerea sa în ring împotriva unui sportiv localnic. Fiica sa, Becky (Charlotte Beaumont), în vârstă de 14 ani, este răpită dintr-un hotel din Bucuresti pentru a fi vândută unui șeic arab (Al Khabiri). Deoarece poliția nu reușește să o găsească, Selwyn Gaul (Kristopher Van Varenberg), un funcționar de la Ambasada SUA, îi îndeamnă pe părinți să-l contacteze pe Samson. La început, Samson refuză să se implice, având mustrări de conștiință pentru moartea celor două fetițe, dar, gândindu-se mai bine, acceptă să-l ajute pe Andrew.
Samson pleacă în căutarea sa de la Bogdanov (Mark Lewis), un șef de grup infracțional implicat în trafic de persoane. El îl torturează și, urmărindu-i telefonul, află că fata era sechestrată de un alt lider al crimei organizate pe nume Vlad (Uriel Emil Pollack). Fiind prevenit, Vlad înscenează uciderea fetei, lăsând în casă cadavrul unei fete de aceeași vârstă și de dimensiuni asemănătoare, cu fața desfigurată cu o drujbă. Medicul legist Sui (Ioan Andrei Ionescu) identifică fata ucisă ca fiind Becky prin compararea mostrelor sale de ADN cu cele ale părinților. Distruși, cei doi părinți merg la aeroport pentru a se întoarce în Statele Unite ale Americii. Samson își dă seama însă de prezența unui detaliu minor: brățara fetei se afla pe o altă mână și nu pe cea pe care o purta de obicei. El este atacat de oamenii lui Bogdanov, dar reușește să-i ucidă împreună cu fiul său. Samson îi ajunge din urmă pe părinții fetei și le spune ce a observat. Ei reușesc să afle de la medic că a fost plătit de Cosmin Stelu (Louis Dempsey), șeful serviciilor secrete, pentru a confirma identitatea fetei ucise cu cea a lui Becky.
Între timp, fata fusese mutată în fosta închisoare Ciornaia de la granița cu Ucraina. Acolo, ea reușește să telefoneze părinților, iar prin localizarea apelului ei Samson și cei doi părinți află unde era închisă aceasta. Ei se deplasează la Ciornaia și reușesc să provoace o ambuscadă. În urma schimburilor de focuri, Vlad și oamenii săi sunt uciși, iar Becky este eliberată. Familia Fayden se întoarce în America. Mai târziu, Samson îl împușcă pe Stelu în confesionalul unei biserici catolice.

## Actori
- Jean-Claude Van Damme - Samson Gaul, măcelar și fost mercenar care ajută oamenii să-și găsească copiii dispăruți
- Joe Flanigan - Andrew Fayden, fost luptător care vine la Bucuresti pentru o luptă în arenă
- Anna-Louise Plowman - Monica Fayden, soția lui Andrew
- Charlotte Beaumont - Becky Fayden, fiica răpită a lui Andrew
- Uriel Emil Pollack - Vlad
- Steve Nicolson - inspectorul Kvitko
- Louis Dempsey - Cosmin Stelu, șeful serviciilor secrete din țară
- Mark Lewis - Bogdanov
- Kristopher Van Varenberg (Kristopher Van Damme) - Selwyn Gaul, fiul lui Samson; funcționar al Ambasadei SUA
- Bianca Bree (născută Bianca Van Varenberg a.k.a. Bianca Van Damme) - Amalia
- Andrei Runcanu - Luca
- Florin Busuioc - directorul hotelului
- Matei Călin - Victor
- Celesta Hodge - Fiona (creditată Celesta Shanti Hodge)
- Sorin Cristea - agent șef
- Damian Oancea - barmanul voinic
- Ovidiu Bogdan Farcaș - asasinul cu fața atinsă de acid
- Șerban Gomoi - bodyguardul lui Bogdanov
- Ioan Andrei Ionescu - Dr. Sui
- Zane Jarcu - Nico (creditat Jarcu Zane)
- Mirela Nicolau - țiganca
- Vlad Oancea - Kiril
- Ana Maria Puiu - Natasha
- Mihai Răducu - asasinul cu tricou roșu
- Adina Răpițeanu - Tanya
- Gabriel Răuță - paznicul vilei
- Cosmin Seleși - clientul grosolan
- Florin Șerbănescu - șoferul dubei
- Lia Sinchevici - Marina
- Tamara Roman - recepționera de la hotel
- Terese Ciulluffo - prezentatoarea de știri
- Bogdan Uritescu - bețivul amuzant
- Maria Aurelia Dumitru - fetița moartă mai mare
- Estera Zainea - fetița moartă mai mică

## Producție
Deși acțiunea filmului are loc la Chișinău, filmările au fost realizate în România.
Producători executivi ai filmului au fost Reuben Liber, Francisco J. Gonzalez, Roman Viaris, Mike Callaghan și Jean-Claude Van Damme. Efectele speciale au fost realizate de Nick Allder. Efectele vizuale au fost produse de Media Pro Magic Factory, supervizor fiind Felician Lepădatu.